# Charles-Nicolas Baudiot
Charles-Nicolas Baudiot (* 29. März 1773 in Nancy; † 26. September 1849 in Paris) war ein französischer Cellist und Komponist.

## Leben
Nicolas Baudiot studierte Cello bei Jean-Baptiste Janson, dessen Nachfolger er 1802 am Pariser Konservatorium wurde. Gemeinsam mit dem Cellisten Jean-Henri Levasseur, Charles-Simon Catel und dem Geiger Pierre Baillot verfasste er die Méthode de violoncelle du Conservatoire, die 1805 erschien. Baudiot war erster Cellist an der Pariser Oper und kam 1816 in die gleiche Position in der königlichen Kapelle von Ludwig XVIII. 1818 wurde Baudiot in die Société Academique des Enfants d’Apollon aufgenommen. 1822 ersuchte er um seine Pension und konnte danach noch ausgedehnte Konzertreisen unternehmen. Baudiot spielte ein Cello von Antonio Stradivari aus dem Jahr 1725.
Über sein Spiel schrieb die Allgemeine musikalische Zeitung vom April 1820, dass es ihm an Wärme fehle. Diese Ansicht teilte auch François-Joseph Fétis, hob aber den sauberen, wenn auch etwas schwachen Ton, die präzise Intonation und seinen Bogenstrich hervor. Nicolas Baudiots besonderes Verdienst ist sein pädagogisches Schaffen, durch dieses ist er der Nachwelt bekannt geblieben. Hierfür erhielt er durch den damaligen Direktor des Konservatoriums, Luigi Cherubini dessen höchste Wertschätzung.

## Werke (Auswahl)
- 3 Sonaten für Violoncello und Basso continuo, op. 1
- Konzert Nr. 1 für Violoncello und Orchester, op. 2 (1791)
- Streichtrio, op. 3
- Pot pourri für Cello und Streichquartett, op. 4
- Konzert Nr. 2 für Violoncello und Orchester, op. 5 (1790)
- Duos für 2 Violoncelli, op. 6
- Trois nocturnes für Violoncello und Harfe, op. 7
- 3 Fantasien für Violoncello und Klavier, op. 12
- Trio für Klarinette, Oboe und Violoncello, op. 14
- Trio chantant für 2 Violinen und Cello, op. 15
- Premier concertino für Violoncello und Orchester, op. 19 (Paris, 1810)
- Air varié für Violoncello und Orchester, op. 21
- Deuxième concertino für Violoncello und Orchester, op. 22
- Trois Duos d’une difficulté progressive sur des themes de Rossini et Auber für Cello und Klavier, op. 31
- 3 Quintette für 2 Violinen, Viola und 2 Celli, op. 34 (Paris, 1840)
- Romance La Montagnarde, op. 38
- Trois Duos für Violine und Cello, op. 40

### Lehrwerke
- Mitarbeit an der Celloschule Méthode de violoncelle du Conservatoire 1805
- Grande Méthode de Violoncelle adoptée dans les classes du Conservatoire de Paris, op. 25 (1826/1828), Luigi Cherubini gewidmet.
- Traité de Transposition musicale, op. 35 (1837)